# Der er et yndigt land
 For alternative betydninger, se Der er et yndigt land (flertydig). (Se også artikler, som begynder med Der er et yndigt land)
"Der er et yndigt land" er den ene af Danmarks to nationalsange.
Den anden nationalsang, Kong Christian stod ved højen Mast, er tillige kongesang og bruges ved officielle lejligheder som kongebesøg, flådebesøg, militære sportsstævner og andre højtideligheder, hvor medlemmer af det danske kongehus og danske eller fremmede regeringer er til stede i embeds medfør mv.
Ved andre lejligheder som ikke-militære sportsbegivenheder kan arrangøren frit vælge mellem de to nationalsange.
"Der er et yndigt Land" har i forhold til "Kong Christian" oplevet en stigning i brug fra 1990'erne.
Den betragtes af dansk idrætspublikum som nationalsangen i sportslig sammenhæng. Brug af "Kong Christian" kan et dansk fodboldpublikum opfatte som en fejl.
Såvel teksten som H.E. Krøyers musik har været udsat for forskelligartet kritik.

## Tekst
Teksten er skrevet i 1819 eller 1820 af Adam Gottlob Oehlenschläger med mottoet: "Ille terrarum mihi praeter omnes Angulus ridet" (Horats, Dette hjørne af jorden smiler for mig mere end noget andet).
Han skrev teksten i anledning af en konkurrence om en fædrelandssang udskrevet af Selskabet til de skjønne Videnskabers Forfremmelse. Det er uklart om sangen deltog i konkurrencen . Den blev vundet af Juliane Marie Jessens Dannemark, Dannemark, hellige Lyd, efter sigende fordi teksten til denne var skrevet i en håndskrift der lignede Oehlenschlägers smukke og karakteristiske.
Oehlenschlägers tekst blev trykt i 1823 i Samlede Digte bind II.
Den havde 12 strofer, men nye gengivelser indeholder oftest kun fire: 1, 2, 3 og 12.
Oehlenschlägers udgave fra 1846 bibeholdt stroferne 1, 2, 3, 5 og 12, mens andre ældre udgivelser også har 6. strofe.
Charles Bratli har oversat sangen til engelsk med I know a lovely land / Whose charming woods of beeches.
Rimmønstret er abacdc. Med Krøyers melodi skal 3. og 6. verselinje gentages, mens det ikke er tilfældet for Carl Nielsens melodi.
Første strofe:
Der er et yndigt land,

det står med brede bøge

nær salten østerstrand

Det bugter sig i bakke, dal,

det hedder gamle Danmark

og det er Frejas sal.
Fædrelandet bliver her karakteriseret ved sin natur: bøge, bakker og dale. Det bliver ikke ikke simpelthen kaldt ”Danmark”, men ”gamle Danmark”. Herved får det den vægt, der ligger i dets historie.
Professor Leif Ludwig Albertsen kritiserede i sin bog fra 1978 Lyrik der synges flere elementer ved teksten.
Frasen Brede bøge og salten østerstrand anså han for misvisende, da bøgetræer "sjældent er meget brede", og "Østersøen er et af verdens mindst salte have".
Herved mente han at "østerstrand" hentydede til Østersøen.
Da Oehlenschläger ofte opholdt sig på Pomlenakke nær Hesnæs på Falster, er der dem, der mener, at dette sted var inspiration til teksten. Her er højtbeliggende bøgeskove ved klinter skrånende ned mod Østersøens strande. Det stemmer derfor overens med teksten hvor brede bøge spejler sig i bølgen blå, nær salten østerstrand. Tæt ved, nord for Hesnæs, findes ligeledes langdyssen Ørnehøj med store bautasten og en udsigt der i sandhed kunne lignes ved "Frejas sal".
Andre mener dog at der er tale om en anden østvendt kyst:
I Stengade Skov nær Skovsgaard ved Langelands østkyst står der et gammelt bøgetræ, som benævnes Oehlenschlägers bøg.
Det siges at digteren skrev nationalsangen på dette sted, og at bøgene her var inspiration til "...det står med brede bøge, nær salten østerstrand".
Albertsen hævdede endvidere at Frejas sal er næsten uforståeligt og påstod at "nyere forskning" hævdede, at betydningen er "et bordel for afdankede vikinger". Vendingen kan dog også simpelthen forstås som en metafor for Danmark (specielt Danmarks natur) som et rum for frugtbarhed. Freja var den vigtigste frugtbarhedsgudinde i den nordiske mytologi.
Albertsen mente, at det er forståeligt at Jessens sang kunne vinde konkurrencen, da den er uden "personlige spidsfindigheder" som nationalsangens "Frejas Sal".
Bøjningsformen salten er usædvanlig.
Anden strofe har et heroisk motiv og beretter om fortidens pensionerede voldsomme danskere:
Der sad i fordums tid

de harniskklædte kæmper,

udhvilede fra strid

Så drog de frem til fjenders mén,

nu hvile deres bene

bag højens bautasten.
I 2004 foreslog Arne Melchior at nationalsangen blev skiftet ud med H.C. Andersens
I Danmark er jeg født, da han mente at Oehlenschlägers tekst var utidssvarende og orientalsk.
I sin kritik af nationalsangen tvivlede Arne Melchior på, at anden strofes verselinjer sagde unge danskere noget,
og i et debatindlæg skrev lærer Finn William Larsen at teksten "virker klodset og opstyltet og bærer så tydeligt præg af at være et barn af romantikkens sværmeri for oldtiden og dens hedenske guder".
Tredje strofe vender tilbage til den danske natur, og hylder tidens danske kvinder og mænd:
Det land endnu er skønt,

thi blå sig søen bælter,

og løvet står så grønt

Og ædle kvinder, skønne mø'r

og mænd og raske svende

bebo de danskes øer.
Sidste strofe og den tolvte strofe i det originale digt lyder:
Hil drot og fædreland!

Hil hver en danneborger,

som virker, hvad han kan!

Vort gamle Danmark skal bestå,

så længe bøgen spejler

sin top i bølgen blå.
Bøgetræet, der nævnes to gange i teksten, får i løbet af romantikken status som det danske nationaltræ, og det skyldes ikke mindst Oehlenschlägers digt.

### De mindre kendte strofer
Resten af digtets otte strofer er ikke så kendte. De indeholder en række anprisninger af det danske sprog, det danske flag, København og Kong Fredrik:
Vort Sprog er stærkt og blødt,

Vor Tro er reen og luttret

Og Modet er ei dødt.

Og hver en Dansk er lige fri,

Hver lyder tro sin Konge,

Men Trældom er forbi.
For "hver en Dansk er lige fri" og "Trældom er forbi" er det værd at bemærke at Danmark på Oehlenschlägers tid stadig var dybt involveret i slaveri og at enevælden blev ophævet få år før hans død.
Selv blandt hans venner fandtes slaveejere:
Efter sit bryllup i 1810 havde Oehlenschläger lånt Christiansholm som sommerbolig af Ernst Schimmelmann.
Schimmelmann var også slaveejer gennem sit medejerskab af vestindiske plantager.
Et venligt Syd i Nord

Er, grønne Danarige,

Din axbeklædte Jord.

Og Snekken gaaer sin stolte Vei.

Hvor Ploug og Kiølen furer,

Der svigter Haabet ei.

Vort Dannebrog er smukt,

Det vifter hen ad Havet

Med Flagets røde Bugt.

Og stedse har sin Farve hvid

Dit hellige Kors i Blodet,

O Dannebrog, i Strid.
Her er det vokative "o" henvendt til Dannebrog.
Karsk er den Danskes Aand,

Den hader Fordoms Lænker,

Og Sværmeriets Baand.

For Venskab aaben, kold for Spot,

Slaaer ærlig Jydes Hierte,

For Pige, Land og Drot.

Jeg bytter Danmark ei,

For Ruslands Vinterørkner,

For Sydens Blomstermai.

Ei Pest og Slanger kiende vi,

Ei Vesterlandets Tungsind,

Ei Østens Raseri.

Vor Tid ei staaer i Dunst,

Den hævet har sin Stemme

For Videnskab og Kunst.

Ei Bragis og ei Mimers Raab

Har vakt i lige Strækning

Et bedre Fremtids Haab.

Ei stor, vor Fødestavn,

Dog hæver sig blandt Stæder

Dit stolte Kiøbenhavn.

Til bedre By ei Havet kom,

Ja ingen Flod i Dalen,

Fra Trondhiem og til Rom.

Med hellig Varetægt

Bevare du, Alfader!

Vor gamle Kongeslægt.

Kong Fredrik ligner Fredegod;

Hvor er en bedre Fyrste,

Af bedre Helteblod?

### Inspirationer
Michael Strunge forsøgte sig med et variation over Oehlenschlägers tekst i et digt med samme titel. I Strunges digt, der udkom i 1980 med digtsamlingen Skrigerne!, lyder første strofe: "DER ER ET YNDIGT LAND / DET STÅR (OG FALDER) MED EF / NÆR 'AFGRUNDENS RAND'". Digtet låner fraser fra nationalsangen og bruger dem ironisk i en kommentar til Danmarks økonomiske situation med citat af den socialdemokratiske finansminister Knud Heinesens ord "afgrundens rand" fra 1979.
Få år efter Strunges digt blev titlen også benyttet ironisk til Morten Arnfreds film Der er et yndigt land, der handlede om en dansk landmands problemer.

## Musik
Den kendteste melodi er skrevet af Hans Ernst Krøyer. Den menes at være fra omkring 1835.
Senere melodier er af Thomas Laub og Carl Nielsen. De er ikke slået an.
En mere nutidig version står Nanna Lüders for.
Krøyers melodi er sædvanligvis noteret i D-dur og det vanlige arrangement begynder diatonisk inden for tonearten, men bevæger sig væk og har en kadence i A-dur (ved andet "østerstrand"), og senere en kromatisk nedgang (ved "Danmark, og det er Frejas") for at ende i D-dur.
Synges sangen i D-dur skal sangeren spænde lidt over en oktav fra cis til d, og sangen kræver ydermere et spring på en oktav ("det står").
Jørgen I. Jensen kaldte den originale udgave for "H.E. Krøyers helt forkerte melodi" og fremdrog i stedet Carl Nielsens og Thomas Laubs melodier som gode og sangbare. Ved en opførelse med Carl Nielsens melodi i 1924 betegnede Ekstra Bladet Krøyers melodi som "rædsom", men ville dog beholde den.
Albertsen kritiserede også elementer ved Krøyers melodi.
Han påpegede at første linje har tryk på "er" (Der er et yndigt land) som han mente var et indholdsløst ord der gjorde sætningen pseudo-eksistentialistisk.
Det bugter sig i bakke, dal, der har en lav tone ved "bakke" og høj tone ved "dal", hvilket Albertsen mente "naturligvis" kaldte "på de sarkastiskes smil".
Han kritiserede også den kromatiske nedgang ved gamle Danmark og det er Frejas som han kaldte "sælsom, uden kontakt med indholdet og ikke til at synge rent".
Anderledes fandt formanden for Roliganklubben, Steen Bille, at "den er smuk, og den er nem at synge med på."

## Udgaver og indspilninger
Arkiv for Dansk Litteraturs 12-strofede version er digitaliseret fra Poetiske Skrifter I udgivet 1926–1930.
Krøyers sang blev sunget ved den første offentlige koncert for Studenter-Sangforeningen den 19. december 1840, og sangen var første nummer.
Siden blev sangen sunget ved det store folkemøde ved Skamlingsbanken den 4. juli 1844 hvor cirka 12.000 mennesker deltog. Herefter er den blevet ganske populær og er at finde i Sangbog, indeholdende Fædrelands- og Selskabssange udgivet samme år. I denne sangbog er kun strofe et til tre medtaget.
Også sangbogen Nye og gamle Viser af og for Danske Folk fra 1850 medtager kun de tre første strofer.
"Der er et yndigt land" er indspillet af mange kunstnere.
Aksel Schiøtz indspillede sangen den 3. december 1940.
DR's ensembler har indspillet sangen.
Pia Raug og Steve Dobrogosz' fortolkning blev indspillet til deres album Hjertesproget fra 1993.
Vokalversionerne vælger oftest 4-strofe-versionen af sangen.
United States Navy Band har indspillet en udgave der findes i public domain.
Nannas udgave er indspillet med Nanna selv og Povl Dissing på vokal og findes på albummet O florens rosa udgivet 1998.
I 2018 kom den på en liste over de 100 populæreste sange fra Højskolesangbogen.

## Eksterne kilder og links
- mp3-lydfil Arkiveret 19. juni 2006 hos  Wayback Machine
- Kalliope Digtarkiv Arkiveret 22. oktober 2004 hos  Wayback Machine
- Der er et yndigt land Arkiveret 3. februar 2015 hos  Wayback Machine, musikfokusside fra Det Kongelige Biblioteks website, af Elly Bruunshuus Petersen og Anne Ørbæk Jensen